# Баканов, Андрей Анатольевич
Андрей Анатольевич Баканов (род. 28 мая 2002, Чехов, Московская область) — российский хоккеист, нападающий.

## Биография
С четырёх лет стал заниматьсяв в хоккейной секции «Витязя», также играл в теннис. Вскоре ледовый дворец был закрыт на реконструкцию, и Баканов занимался в школах ЦСКА у Андрея Разина (на позиции защитника) и «Спартака».
В 2016 году в возрасте 14 лет уехал учиться в США, играл в это время за «Кливленд Бэронс» (2016—2017) и «Окленд Гриззлиз» (2017—2018). Выступал в USHL за «Сидар-Рапидс Рафрайдерс» (2018—2019) и в OHL за «Гуэлф Сторм» (2019—2020).
Из-за пандемии COVID-19 вернулся в Россию и сезон-2020/21 провёл в команде КХЛ «Куньлунь Ред Стар». 2 мая 2021 года заключил однолетний двусторонний контракт с ХК «Сочи», сыграл в сезоне-2021/22 24 матча в КХЛ и 11 — за «Капитан» Ступино в МХЛ.
Осенью 2022 года был на просмотре в клубе НХЛ «Сент-Луис Блюз» и 2 октября был отправлен в фарм-клуб из АХЛ «Спрингфилд Тандербёрдс». 28 октября права на Баканова в КХЛ были обменяны из «Сочи» в «Спартак». Сыграв 18 матчей за «Спрингфилд», перешёл в клуб системы «Нью-Йорк Айлендерс» «Вустер Рейлерс» из ECHL. 26 августа 2023 подписал годичный контракт с «Вустером». С 2025 года играл в ECHL за «Блумингтон Бизон», «Форт-Уэйн Кометс», «Айдахо Стилхэдз», «Норфолк Эдмиралс».